# Cabra (Córdoba)
Cabra is een gemeente in de Spaanse provincie Córdoba in de regio Andalusië met een oppervlakte van 229 km². In 2007 telde Cabra 21.087 inwoners.

## Demografische ontwikkeling
Bron: INE; 1857-2011: volkstellingen